# 伊東悌次郎
伊東 悌次郎（いとう ていじろう、嘉永5年（1854年） - 慶応4年8月23日（1868年10月8日））は、幕末の会津藩士の子弟。白虎隊隊士。

## 略歴
嘉永5年（1854年）、伊東佐太夫の次男に生まれた。母はすみ子。
11歳で藩校・日新館に入り、尚書塾一番組に編入され、その勤学を藩公から屡々賞賜を受けた。
大伯父の某氏は柔術に精しく、また砲術家・山本覚馬の家と接近していたため、柔術も砲術も子供に似合わず上手であった。また、馬術もすぐれていた。
身長高く大柄だったので、父・左太夫は白虎隊士中二番隊長・日向内記に掛け合い、年齢を偽って白虎隊士中二番隊士になった。出陣にあたり、かねてから強く所望していた名刀（備前兼光）を両親から与えられ、喜び勇んで出陣していったという。
慶応4年8月22日（1868年10月7日）、藩主・松平容保に従って滝沢に向かい、進んで戸ノ口原に出陣し、戦ったが新政府軍にはかなわず、退却することになった。
翌日、負傷した池上新太郎を助けているうちに、白虎隊士中二番隊の17人より遅れて飯盛山に着き、既に自決した同士の姿を見て、悌次郎も自刃したという。
享年15。
墓は福島県会津若松市一箕町の飯盛山。

## 死後
戦後、悌次郎の親友・井深茂太郎の遺族が、占いで茂太郎の死地を探し当てた際、茂太郎の遺骸とともに悌次郎の遺骸も見つかった。遺族は、遺骸をそのまま飯盛山の自刃の地に留め置き、遺髪のみを持ち帰って菩提所に葬ったという。